# Les Cahiers de l'évaluation
Les Cahiers de l'évaluation sont publiés par la direction générale du Trésor (DG Trésor) en France.

## Présentation
Les Cahiers de l’évaluation sont coédités par la direction générale du Trésor du ministère de l'Économie et des Finances et le Centre d'analyse stratégique (CAS) placé auprès du Premier ministre. Ils offrent des dossiers thématiques sur l’évaluation des politiques publiques, accompagnés de l’interview d’une personnalité (décideur, expert, acteur de la société civile). Leur directeur de publication est Claire Waysand, directrice générale adjointe à la direction générale du Trésor, chef économiste du ministère de l'Économie et des Finances.
Les Cahiers s’appuient sur un comité d’orientation composé des grands acteurs de l’évaluation des politiques publiques (services d’études économiques, corps d'inspection, Cour des Comptes…) qui concourt à la définition de la ligne éditoriale. Ils bénéficient en outre d’un partenariat avec Toulouse School of Economics (TSE) qui se traduit, notamment, par la publication dans chaque numéro d’un billet de Nicolas Treich, chercheur spécialiste de l’évaluation des politiques publiques.
Les Cahiers sont orientés vers le transfert de connaissance. Il s’agit de rendre accessible à un large public des concepts, des problématiques souvent débattus dans le cadre restreint de l’expertise, tout en conservant un contenu de qualité destiné à stimuler les échanges entre experts, décideurs publics et chercheurs. Cet équilibre entre vulgarisation et expertise doit beaucoup aux partenariats (CAS, comité d’orientation, TSE) et au souci constant d’adapter les Cahiers en fonction des retours des lecteurs et des auteurs.
Six numéros sont parus entre 2008, date de leur création sous l'égide d'un tout nouveau secrétariat d'État chargé de l'évaluation des politiques publiques, et 2012.

### Partenaires
- Direction générale du Trésor
- Centre d'analyse stratégique
- Toulouse school of economics